# Matej Pučko
Matej Pučko (ur. 6 października 1993 w Murskiej Sobocie) – słoweński piłkarz grający na pozycji skrzydłowego lub napastnika.

## Kariera klubowa
W sezonie 2010/2011 był zawodnikiem drugoligowego Aluminiju Kidričevo, w którym rozegrał 22 mecze i strzelił pięć goli. W 2011 przeszedł do NK Koper, którego stał się podstawowym graczem. W sezonie 2013/2014, w którym wywalczył ze swoją drużyną wicemistrzostwo Słowenii, rozegrał w ekstraklasie 35 meczów i zdobył pięć bramek w spotkaniach z NK Krka (2:1; 3:0), NK Maribor (2:2), Rudarem Velenje (2:0) i NK Domžale (1:1). Będąc graczem NK Koper, rozegrał w sezonach 2014/2015 i 2015/2016 osiem spotkań w eliminacjach do Ligi Europy, strzelając gola w meczu z czarnogórskim FK Čelik Nikšić (4:0) w lipcu 2014 i zdobywając dwie bramki w dwóch spotkaniach z islandzkim Víkingur w lipcu 2015 (1:0; 2:2). W 2015 wywalczył ze swoim zespołem Puchar Słowenii i Superpuchar Słowenii.
W sierpniu 2015 został wypożyczony do hiszpańskiej Osasuny. W Segunda División zadebiutował 22 sierpnia 2015 w wygranym meczu z UE Llagostera (2:0), w którym zdobył bramkę. Sezon 2015/2016 zakończył z 31 spotkaniami i czterema golami na koncie. W 2016 powrócił do NK Koper i w sezonie 2016/2017 rozegrał w słoweńskiej ekstraklasie 34 mecze, w których zdobył pięć bramek. W lipcu 2017 przeszedł do Realu Oviedo, występując w pięciu spotkaniach ligowych i jednym meczu Pucharu Króla (z Numancią). Od końca listopada 2017 do czerwca 2018 nie zagrał w żadnym meczu.
W połowie sierpnia 2018 przeszedł do Korony Kielce, z którą podpisał dwuletni kontrakt z możliwością przedłużenia o rok. W Ekstraklasie zadebiutował 24 sierpnia 2018 w wygranym meczu z Arką Gdynia (2:1), w którym w 66. minucie zmienił Ivana Jukicia. Pierwszą bramkę zdobył 24 września 2018 w wygranym spotkaniu z Zagłębiem Sosnowiec (3:1).

## Kariera reprezentacyjna
W latach 2008–2014 rozegrał 36 meczów i zdobył sześć bramek w juniorskich i młodzieżowych reprezentacjach Słowenii. Z kadrą U-19 grał m.in. w kwalifikacjach do mistrzostw Europy w Estonii, w których strzelił gola w rozegranym 21 września 2011 meczu ze Szkocją U-19 (2:1). Z reprezentacją U-21 uczestniczył w eliminacjach do mistrzostw Europy w Czechach, zdobywając bramkę 19 listopada 2013 w spotkaniu z Bułgarią U-21 (5:1).
W 2017 rozegrał dwa mecze w reprezentacji Słowenii B – 10 stycznia wystąpił w spotkaniu z Arabią Saudyjską (0:0), a 13 stycznia zagrał w meczu z Finlandią (2:0).

## Statystyki
| Sezon                    | Kraj      | Klub               | Rozgrywki        | Mecze | Bramki |
| ------------------------ | --------- | ------------------ | ---------------- | ----- | ------ |
| 2010/2011                | Słowenia  | Aluminij Kidričevo | 2. SNL           | 22    | 5      |
| 2011/2012                | Słowenia  | NK Koper           | 1. SNL           | 27    | 7      |
| 2012/2013                | Słowenia  | NK Koper           | 1. SNL           | 35    | 7      |
| 2013/2014                | Słowenia  | NK Koper           | 1. SNL           | 35    | 5      |
| 2014/2015                | Słowenia  | NK Koper           | 1. SNL           | 34    | 4      |
| 2015/2016 (j)            | Słowenia  | NK Koper           | 1. SNL           | 3     | 0      |
| 2015/2016                | Hiszpania | CA Osasuna         | Segunda División | 31    | 4      |
| 2016/2017                | Słowenia  | NK Koper           | 1. SNL           | 34    | 5      |
| 2017/2018                | Hiszpania | Real Oviedo        | Segunda División | 5     | 0      |
| 2018/2019                | Polska    | Korona Kielce      | Ekstraklasa      | 29    | 5      |
| 2019/2020                | Polska    | Korona Kielce      | Ekstraklasa      | 4     | 0      |
| Stan na 12 sierpnia 2019 |           |                    |                  |       |        |

## Sukcesy
NK Koper
- Puchar Słowenii: 2014/2015
- Superpuchar Słowenii: 2015